# Скотт, Эмили (регбистка)
Эмили Скотт (англ. Emily Scott, родилась 30 июня 1992 года в Лондоне) — английская регбистка, полузащитница (флай-хав) женской команды регбийного клуба «Харлекуинс» и сборной Англии по регби-15.

## Биография
Регби занималась в команде мальчиков до 8 лет при клубе «Стэнфорд-ле-Хоуп». Окончила Университет Брунеля. В 2014 году ей предложили профессиональный контракт на выступление за сборную Англии. Выступала за клубы «Бэсилдон / Рочфорд», «Тёррок» и «Сарацины» (дебютный сезон женского чемпионата Англии 2017/2018), с 2018 года играет за «Харлекуинс».
В составе сборной Великобритании по регби-7 выступала на Олимпиаде 2016 года в Рио-де-Жанейро и заняла 4-е место. В составе женской сборной Англии — чемпионка и обладательница Большого шлема на Кубках шести наций 2017, 2019 и 2020 года, серебряный призёр чемпионата мира по регби-15 2017 года, в составе сборной Англии по регби-7 — бронзовый призёр Игр Содружества 2018.